# ENSEEIHT
École Nationale Supérieure d'Électronique, d'Électrotechnique, d'Informatique, d'Hydraulique, et des Télécommunications (forkortet ENSEEIHT) el. Institute of Electrotechnology and Applied Mathematics er et fransk ingeniør-institut tilknyttet Universitetet i Toulouse.
Instituttet blev oprettet i 1907 og har i dag omkring 1200 studerende. Instituttet er specialiseret i de ingeniørmæssige fagområder inden for elektroteknik, elektronik, computerteknologi, hydraulik og telekommunikationsteknologi.

## Ekstern henvisning
- http://www.enseeiht.fr Arkiveret 10. juni 2007 hos  Wayback Machine
- http://www.inp-toulouse.fr Arkiveret 10. maj 2020 hos  Wayback Machine

43°36′08″N 1°27′19″Ø / 43.6021278°N 1.4553008°Ø